# Sun Yue (Curlerin)
Sun Yue (* 30. Juli 1986) ist eine chinesische Curlerin und Mitglied des Harbin Curlingclubs. 
Ihren ersten internationalen Titel gewann Sun bei der Juniorenpazifikmeisterschaft 2005 als Lead unter Skip Wang Bingyu, die Mannschaft qualifizierte sich damit für die Juniorenweltmeisterschaft im selben Jahr.
Im folgenden Jahr konnte die Mannschaft den Erfolg wiederholen, Sun spielte auf der zweiten Position.
Bei der Junioren-WM 2006 ersetzte sie Wang Bingyu als Skip, die sich auf die WM 2006 vorbereitete und nicht bei den Junioren teilnahm. Unter Sun gelangen der Mannschaft Siege gegen die Schweiz, Kanada und Schweden.
Sun begleitete als Alternate die chinesische Nationalmannschaft zum Sieg bei der Pazifikmeisterschaften 2006. Im selben Winter gelang ihr als Skip der Juniorenmannschaft auch der Titelgewinn bei den Juniorenpazifikmeisterschaften 2007. Bei ihrer letzten Teilnahme im folgenden Jahr verlor die Mannschaft unter ihr das Finale gegen Japan und holte die Silbermedaille.
2009 nahm Sun zusammen mit Zhang Zhipeng an der Mixed-Doubles-Weltmeisterschaft in Cortina d’Ampezzo teil und erreichte die Playoffs, blieb aber auf Rang 4 ohne Medaille. Im darauffolgenden Jahr konnte sie zusammen mit Zhang Zhipeng bei der Mixed-Doubles-Weltmeisterschaft die Bronzemedaille gewinnen.
Für die Saison 2010/2011 ersetzte sie die zurückgetretene Zhou Yan auf der Lead-Position in der Mannschaft von Wang Bingyu.